# Бочечки
Бочечки́ (укр. Бочечки) — село,
Бочечковский сельский совет,
Конотопский район,
Сумская область,
Украина.
Код КОАТУУ — 5922080401. Население составляет 1,1 тыс. человек. Население по переписи 2001 года составляло 1679 человек.
Является административным центром Бочечковского сельского совета, в который не входят другие населённые пункты.

## Географическое положение
Село Бочечки находится на расстоянии в 1,5 км от реки Канава Новая Косова.
К селу примыкает большой лесной массив урочище Мутынский Бор.
На расстоянии в 1 км расположены сёла Савойское, Бондари, Щёкинское и Казацкое.
Через село проходит автомобильная дорога Т-1907.

## История
Село Бочечки впервые упоминается в 1659 году. До Октябрьской революции входило в состав Путивльского уезда. В 1831 году помещиками Львовыми в селе был обустроен сахарный завод, один из первых в округе.
В 1823 году в районе этого села упал метеорит-хондрит весом 614 грамм.

## Экономика
- Молочно-товарная и свинотоварная фермы.
- Лесничество.
- «Бочечковское», ООО.

## Объекты социальной сферы
- Школа.
- Больница.

## Достопримечательности
- Усадьба дворян Львовых. Каменный двухэтажный дворец посреди ландшафтного парка, имеющего площадь 10,4 га. По одним сведениям, дворец построен в 1783 году в стиле высокого классицизма, по другим — это результат перепланировки усадьбы, выполненной в 1866 году иждивением подполковника Александра Михайловича Львова.

## Известные люди
- Ковалевский, Иван Ефимович (1899—1994) — русский советский поэт, писавший стихи в фашистском плену.